# Передвижное почтовое отделение

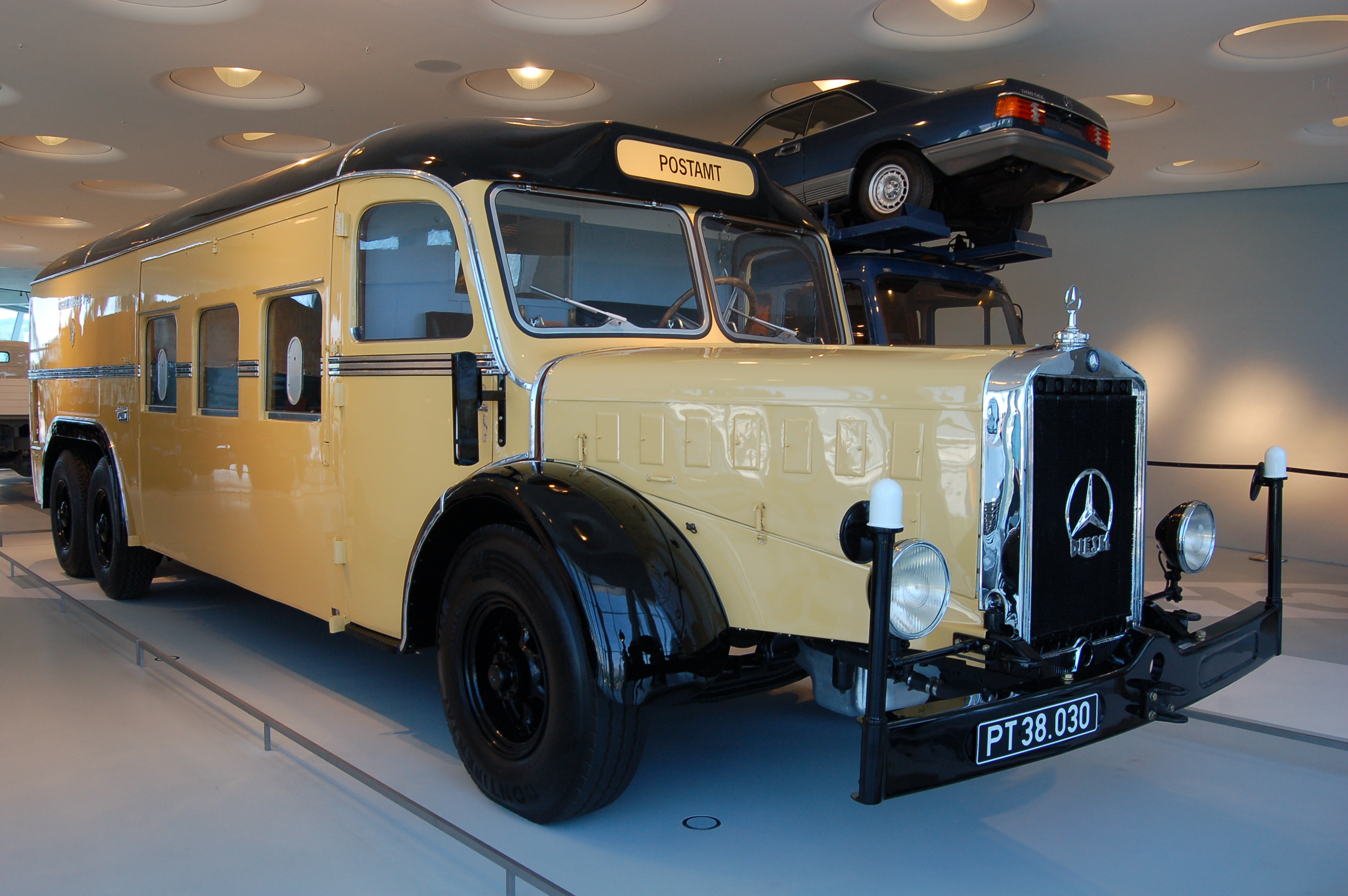

Передвижное почтовое отделение, или передвижное отделение связи (сокращённо ПОС), — отделение связи на каком-либо транспортном средстве, которое создаётся для почтового обслуживания там, где нет постоянно действующего отделения связи. ПОС получили распространение в различных странах и могут организовываться в зонах стихийных бедствий и военных конфликтов.

## Терминология
В английском языке для обозначения передвижного почтового отделения имеется общий термин mobile post office («мобильное почтовое отделение»), соответствующий таковому в русском языке. Однако в Великобритании исторически сложилось так, что почтовое отделение, размещённое в вагоне, и собственно сам тип почтового вагона также называются «передвижным (странствующим, мобильным) почтовым отделением» (англ. Travelling Post Office, сокращённо TPO; см. статью Почтовые вагоны в Великобритании). В США и Канаде для почтовых вагонов принят другой английский термин — Railway Post Office (RPO; буквально «железнодорожное почтовое отделение»).
В немецком языке употребляется термин Fahrbares Postamt — «передвижной почтамт», «передвижное почтовое отделение». Для обозначения передвижного почтамта, организованного в особых целях (например, на выставках или других особых мероприятиях), существует термин нем. Fahrbares Sonderpostamt — «специальный передвижной почтамт». В середине XIX века железнодорожная почта, с использованием почтовых вагонов, называлась по-немецки Fahrendes Postamt — «странствующий (движимый) почтамт».

## Определение
Всемирный почтовый союз (ВПС) даёт следующее определение этому типу почтовых отделений:

Передвижные почтовые отделения
Передвижные почтовые отделения — отделения, установленные в поездах, на автодорожном транспорте, на лодке и т. д., которые обслуживают районы без стационарных почтовых отделений. Эта категория также включает персонал сельской доставки, предоставляющий услуги, аналогичные таковым в стационарном почтовом отделении. С помощью передвижных почтовых отделений клиенты могут отправлять посылки, письма или предметы срочной доставки, а также осуществлять платежи.
Оригинальный текст (англ.)
Mobile post offices
Mobile post offices (…) are offices set up in a train, road transport vehicle, boat, etc. which serve regions without permanent
post offices. This category also includes rural delivery personnel providing services similar to the counter services of a post office. Users can deposit parcels, letters or express items with them or make payments to them.

## Описание и история
К передвижным почтовым отделениям относятся:
- почтовые вагоны,
- автомобильные почтовые отделения (на базе автомобилей и автобусов[9]),
- почтовые лодки,
- транспортные средства сельской доставки.

В истории почты были также известны такие передвижные почтовые отделения, как:
- уличные каретные[10],
- трамвайные[11].

ПОС организуются в следующих целях:
- в случае почтовых вагонов — для сортировки почты в пути и ускорения её доставки по железной дороге;
- в случае других видов ПОС —
  - для почтового обслуживания населения в местностях, где отсутствуют постоянные отделения связи, например, в сельских населённых пунктах, в удалённых и труднодоступных районах[8],
  - для оказания почтовых услуг при проведении массовых мероприятий (съездов, спортивных состязаний и т. п.)[9],
  - в районах природных катастроф или вооружённых конфликтов, где нарушена нормальная работа местных отделений связи[12][13].

Наибольшее употребление в почтовой сфере получили передвижные почтовые отделения на железных и автомобильных дорогах.

### Почтовые вагоны
Передвижные почтовые отделения, установленные в поездах, в том числе в виде отдельных почтовых вагонов, приобрели наибольшее распространение в мире. Почтовые вагоны — исторически самые первые из ПОС и возникли сначала в Великобритании, вскоре после строительства и внедрения первых железных дорог (см. об этом также ниже).

### Автомобильные ПОС
С развитием в XX веке автомобильного транспорта возникли автомобильные почтовые отделения. Они были оборудованы в автомобилях или автобусах и обслуживали местное население вдоль определённых маршрутов. Иногда автомобильные передвижные отделения вводились в связи с какими-либо мероприятиями. Практика автомобильных ПОС распространена во многих странах. В основном для работы таких отделений применяют почтовые штемпеля, которые снабжены текстом, показывающим их принадлежность к автомобильной почте и режим их действия.
В случае почтовых автобусов в некоторых европейских странах их традиционно использовали для доставки почты и перевозки пассажиров — как продолжение аналогичной старинной службы во времена почтовых карет и дилижансов, но не в качестве собственно передвижных почтовых отделений.

## Современное распространение
По данным ВПС за период с 1980 по 2009 год, передвижные почтовые отделения, в том числе транспортные средства сельской доставки, использовались на территории 142 почтовых администраций мира, включая ныне не существующие. Количество таких средств, находящихся в распоряжении той или иной администрации, менялось в разные годы от одной единицы (Ангилья, Бруней, Ватикан, Великобритания, Восточный Тимор, Гватемала, Гвинея-Бисау, Грузия, Зимбабве, Кабо-Верде, Камбоджа, Кения, Кыргызстан, Колумбия, Республика Конго, Куба, Латвия, Ливия, Маврикий, Макао, Малайзия, Мальта, Марокко, Мозамбик, Намибия, Нигерия, Новая Зеландия, Пакистан, Сальвадор, Сан-Томе и Принсипи, Сенегал, Сербия и Черногория, Таиланд, Тунис, Фиджи, Филиппины, Французская Полинезия, Чили, Эстония) до 109 867 в России (2008) и 168 499 единиц в СССР (1990).

## Примеры по странам

### Австралия
Во время небывалых лесных пожаров в Австралии в 2009 году, от которых пострадало население австралийского штата Виктория, была организована временная доставка почты в пункты приёма пострадавших. Кроме того, в двух городах в зоне стихийного бедствия были оборудованы передвижные доставочные центры.

ÖBB-Postbus (на переднем плане) на марке Австрии, приуроченной к XV Всемирный почтовый конгресс в Вене, 1964: Пильх, Адальберт. Почтовое отделение в Заальбахе

### Австрия
Передвижные почтамты на специально оснащённых омнибусах появились в этой стране после Второй мировой войны[≡]. Этот вид почтового обслуживания по-прежнему распространён в Австрии, и для него задействовано 4000—5000 транспортных единиц.
| Годы                                                       | 1980 | 1981 | 1982 | 1983 | 1984 | 1985 | 1986 | 1987 | 1988 | 1989 | 1990 | 1991 |
| ---------------------------------------------------------- | ---- | ---- | ---- | ---- | ---- | ---- | ---- | ---- | ---- | ---- | ---- | ---- |
| Передвижных почтовых отделений и средств сельской доставки | 4911 | 4828 | 4754 | 4707 | 4648 | 4591 | 4588 | 4564 | 4568 | 4562 | 4542 | 4546 |
| Передвижных почтовых отделений и средств сельской доставки | 1992 | 1993 | 1994 | 1995 | 1996 | 1997 | 2004 | 2005 | 2006 | 2007 | 2008 | 2009 |
| Передвижных почтовых отделений и средств сельской доставки | 4552 | 4604 | 4590 | 4615 | 4669 | 4080 | 4200 | 4202 | 5035 | 5052 | 5010 | 4804 |

Ещё более распространены в Австрии почтовые автобусы для транспортировки одновременно почты и пассажиров. В 1964 году почтовые автобусы были запечатлены на двух австрийских марках из серии, посвящённой XV Всемирному почтовому конгрессу в Вене. Рисунки обеих марок были выполнены художником Адальбертом Пильхом (англ. Adalbert Pilch) на основе собственных произведений, которые показывали почтовые автобусы в горных населённых пунктах — в высокогорье (Mi #1192; Sc #735) и в Заальбахе (Mi #1193; Sc #736).

### Великобритания
Соединённое Королевство стало родиной первых передвижных почтовых отделений — на рельсах. Первая железнодорожная почта была введена там в эксплуатацию в 1838 году. В начале 2004 года Королевская почта прекратила этот вид почтовой связи.
Кроме почтовых вагонов, в Великобритании действовали автодорожные почтовые отделения, впервые запущенные в 1936 году. Они обеспечивали почтово-телеграфные и телефонные услуги во время специальных мероприятий, например, на скачках, гонках и представлениях. Со временем нужда в таких ПОС, особенно большого размера, стала отпадать, однако с середины 1990-х годов в ходу стали небольшие фургоны, обслуживающие сельские населённые пункты без стационарных почтовых отделений. К 2009 году их количество превысило более 230 транспортных единиц:
| Годы                                                       | 1980 | 1981 | 1982 | 1996 | 1997 | 1998 |
| ---------------------------------------------------------- | ---- | ---- | ---- | ---- | ---- | ---- |
| Передвижных почтовых отделений и средств сельской доставки | 3    | 3    | 3    | 1    | 1    | 1    |
| Передвижных почтовых отделений и средств сельской доставки | 1999 | 2001 | 2006 | 2007 | 2008 | 2009 |
| Передвижных почтовых отделений и средств сельской доставки | 2    | 2    | 85   | 88   | 197  | 231  |

Передвижные почтовые отделения Королевской почты
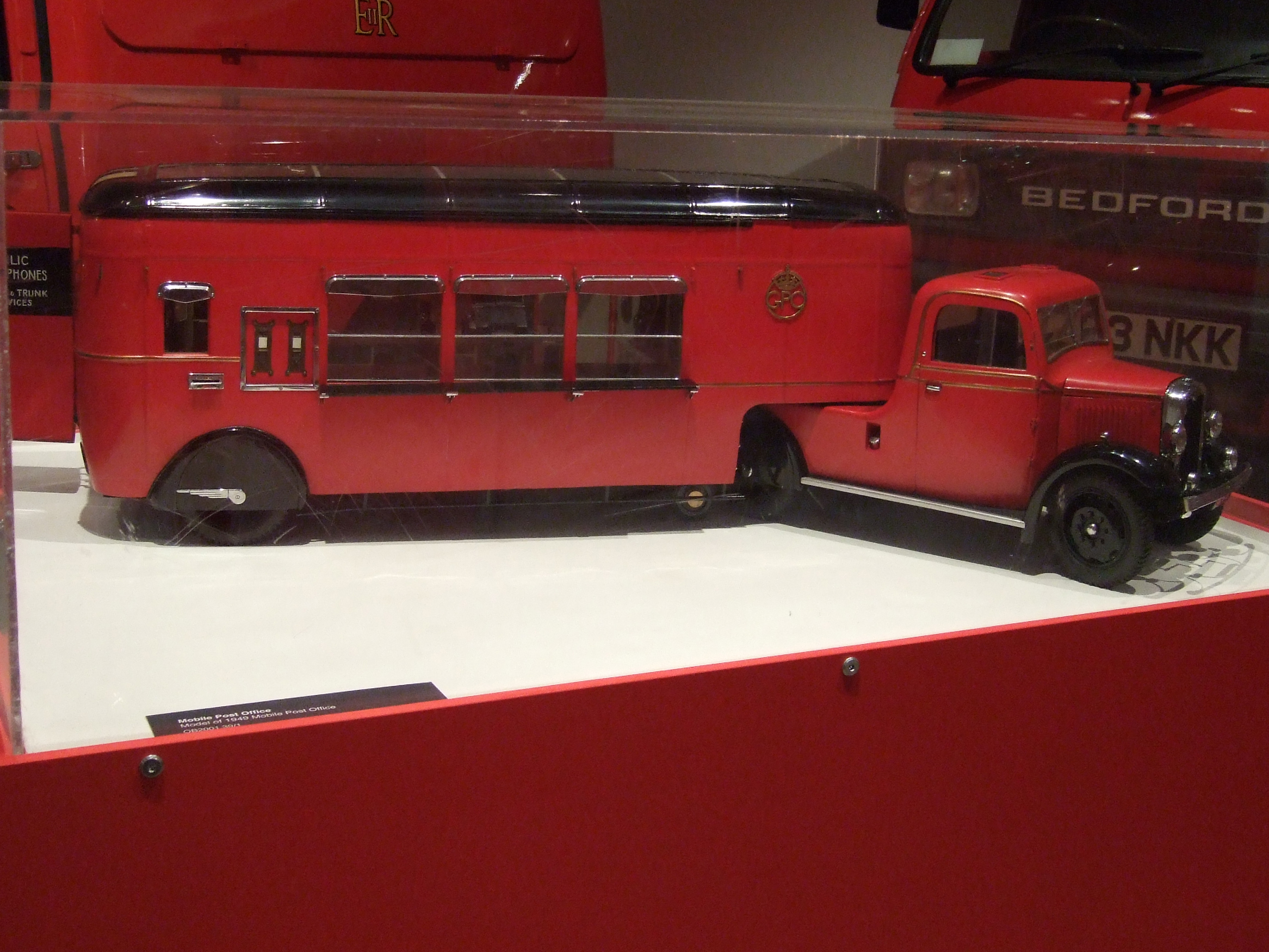
Модель почтового автомобиля с прицепом GPO3, созданного в 1949 году (Британский почтовый музей и архив, Лондон)
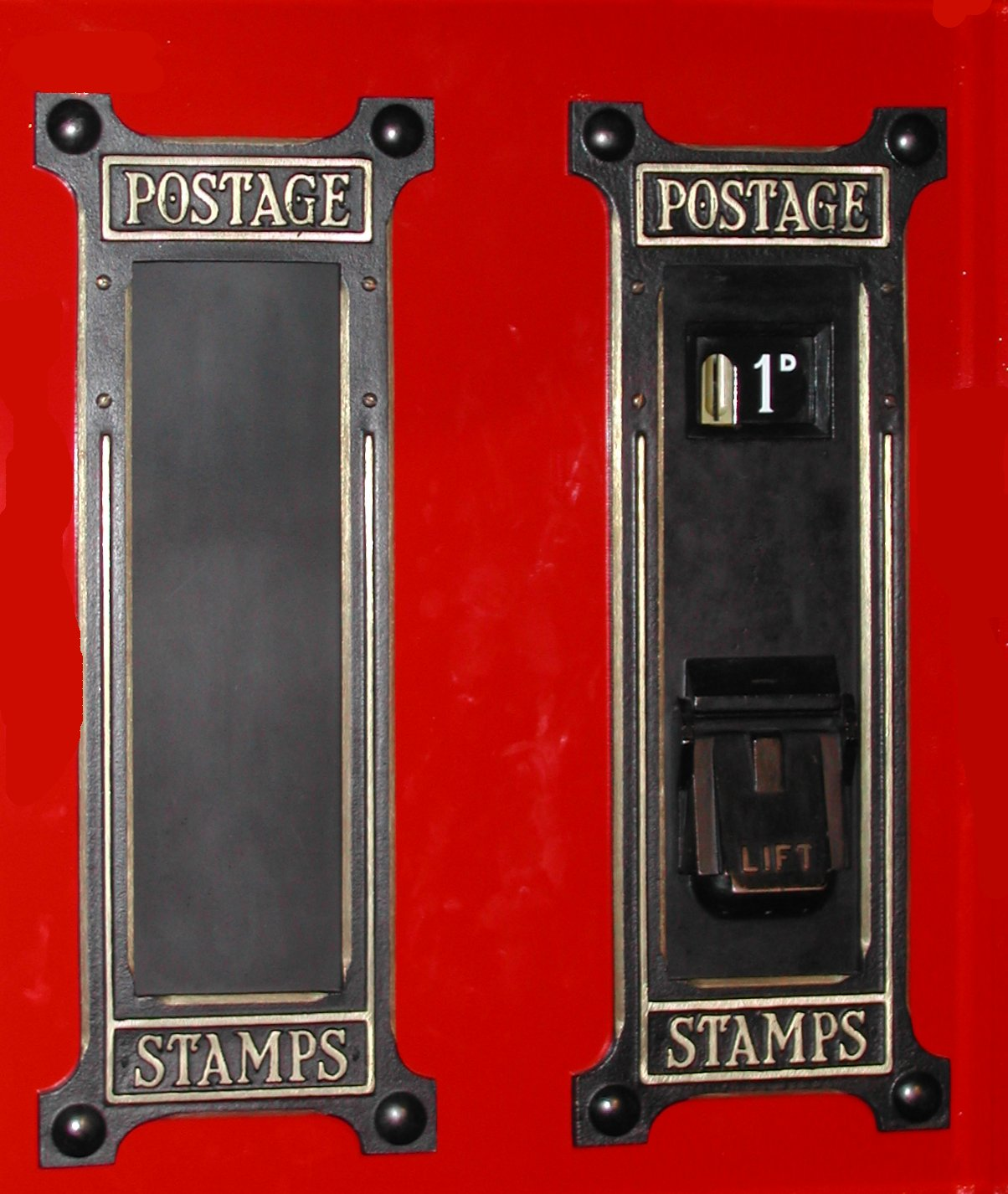
Почтовые автоматы по продаже марок, установленные на старинном почтовом автомобиле GPO2 (Транспортный музей Ковентри — Coventry Transport Museum)
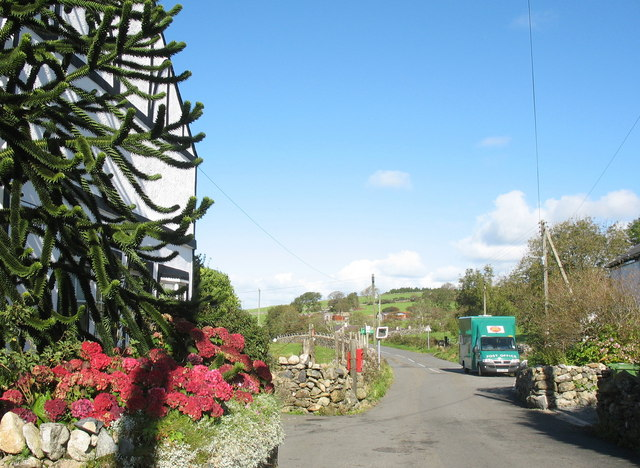
Современное передвижное отделение в Назарете (Уэльс; Nasareth). Белое здание слева — закрытая местная почта (2006)
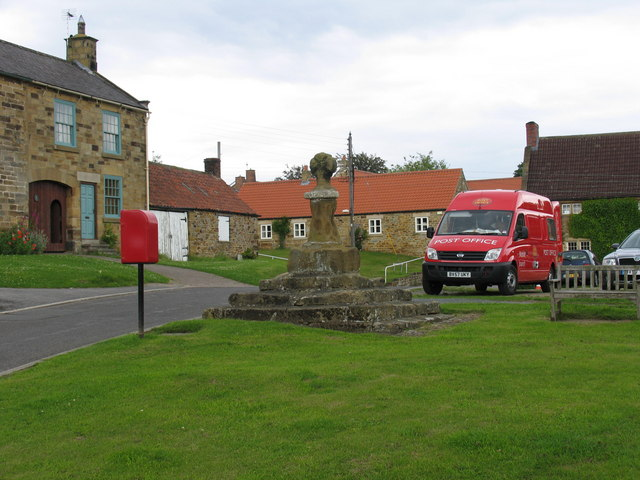
Передвижное отделение в Северном Йоркшире (2008)

Кроме того, в Великобритании функционируют почтовые автобусы Королевской почты, которые перевозят по многочисленным маршрутам более 50 тысяч пассажиров в год, а также транспортируют почтовые отправления.

### Венгрия
Венгерская почта (англ. Magyar Posta) также употребляет в своей работе передвижные почтовые отделения. Одно из них было изображено на стандартной марке Венгерской Народной Республики в 1963 году (Sc #1518). В 1990-е — 2000-е годы в Венгрии насчитывалось от 900 до 1100 передвижных отделений и средств сельской доставки:
| Годы                                                       | 1993 | 1994 | 1995 | 1996 | 1997 | 1998 | 1999 | 2000 | 2001 |
| ---------------------------------------------------------- | ---- | ---- | ---- | ---- | ---- | ---- | ---- | ---- | ---- |
| Передвижных почтовых отделений и средств сельской доставки | 1116 | 1082 | 1057 | 982  | 982  | 901  | 901  | 809  | 788  |
| Передвижных почтовых отделений и средств сельской доставки | 2002 | 2003 | 2004 | 2005 | 2006 | 2007 | 2008 | 2009 |      |
| Передвижных почтовых отделений и средств сельской доставки | 912  | 928  | 1049 | 1049 | 1140 | 1312 | 1298 | 1177 |      |

### Гаити
В 2010 году здесь случилось крупное землетрясение большой разрушительной силы. Почтовая служба США и канадская почта предложили свою помощь и направили в Гаити передвижные почтовые отделения, десятки почтовых грузовиков и автофургонов, а также сортировочные шкафы и прочее оборудование.

### Германия
В конце XIX века в Берлине работали передвижные почтовые отделения, которые курсировали по предписанным маршрутам и перевозили письма, посылки и т. п. Берлинская передвижная уличная почта представляла собой разновидность каретной почты. Для её обслуживания эксплуатировали 11 параконных крытых экипажей — просторных карет с рессорами, запряжённых двумя лошадьми. Они имели козлы спереди для кучера, а с левой стороны, около двери, — укреплённый почтовый ящик для писем. Эти кареты ходили с 10 до 19 часов по улицам города, вдоль радиальных маршрутов — от почтамта к четырём—пяти стационарным отделениям. Каждый экипаж был укомплектован двумя почтовыми служащими, которые в пути взаимодействовали с местными почтальонами, благодаря чему почта доставлялась значительно быстрее. В задачу уличной почты также входило принимать корреспонденцию, штемпелевать её собственными штемпелями, сортировать и передавать почтовым конторам. Берлинская передвижная почта действовала с 1 ноября 1889 года по 1 апреля 1900 года.

Передвижные почтовые отделения времён ГДР
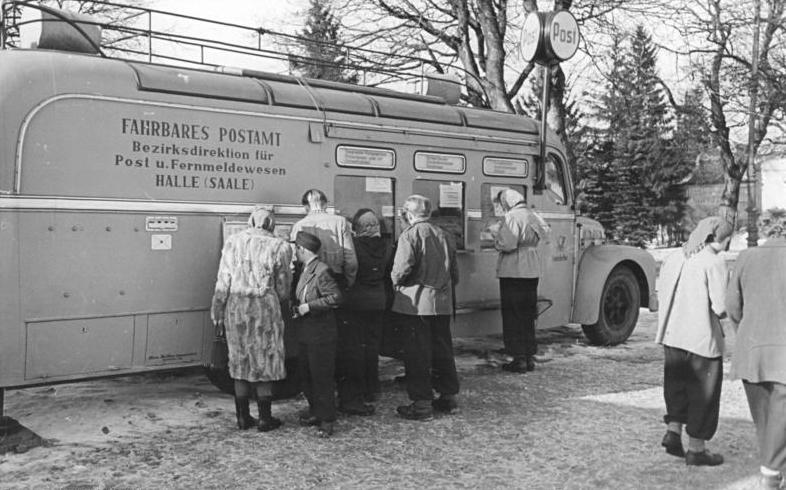
Передвижной почтамт в Оберхофе, во время проведения чемпионата ГДР по зимним видам спорта (1955)
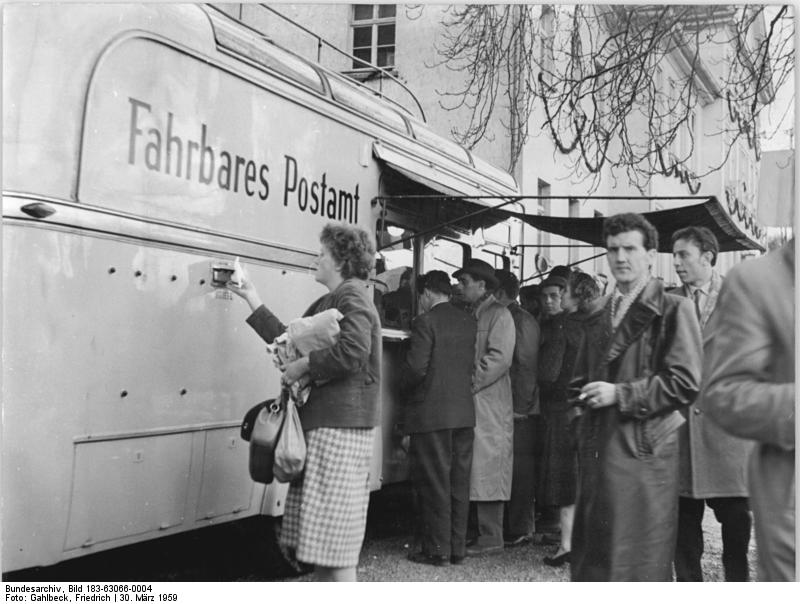
То же в Эрфурте, на II Конгрессе рабочей молодёжи (Arbeiterjugend; 1959)

Временные передвижные почтовые отделения в ГДР, установленные в помещениях
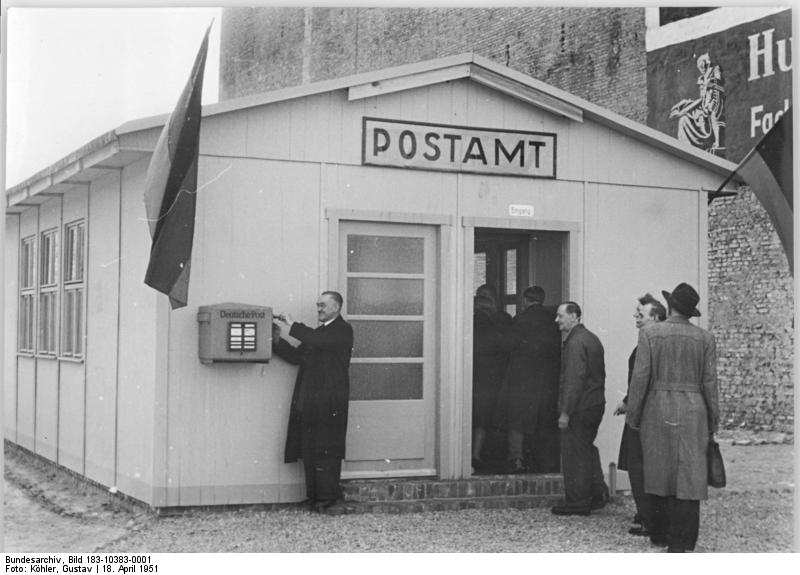
Временный передвижной почтамт (нем. Transportables Postamt) в Берлине (1951)
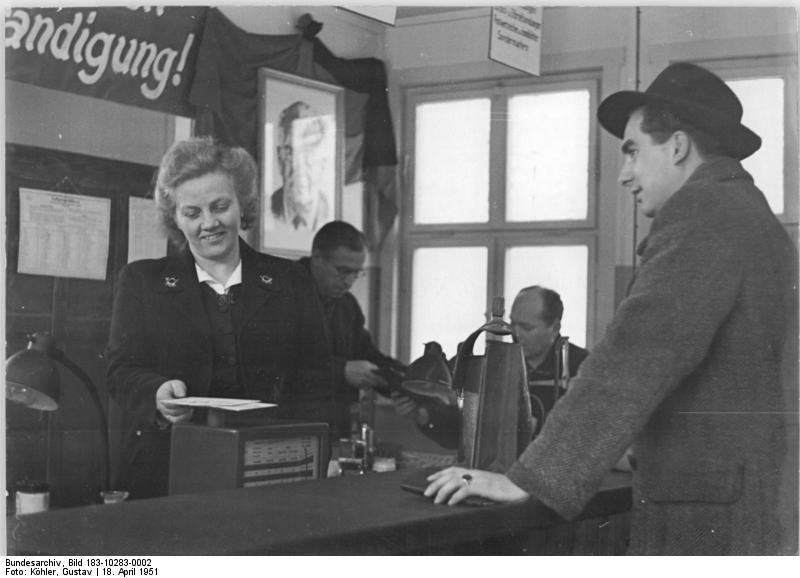
То же, внутри почтамта
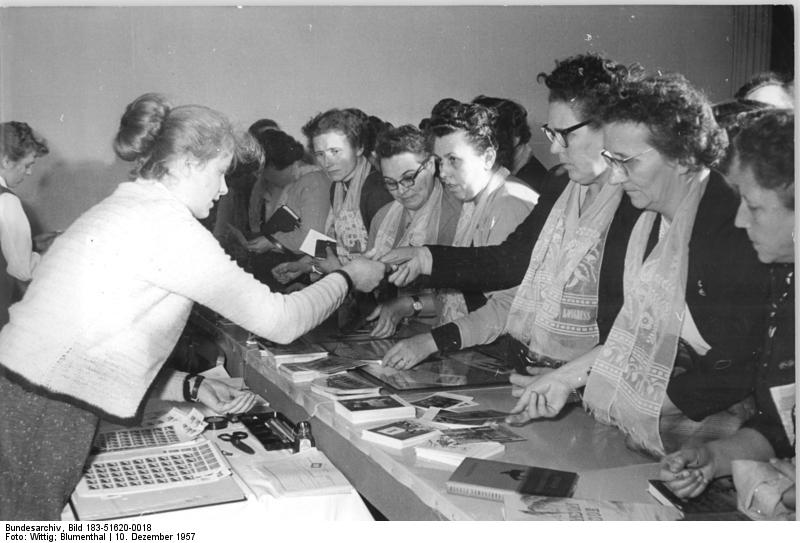
Специальный почтамт (нем. Sonderpostamt) на VI Конгрессе Демократического женского союза Германии (1957)

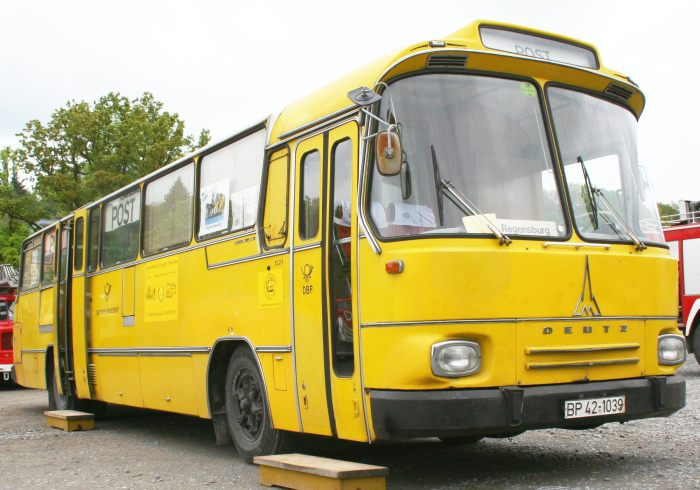
Передвижное почтовое отделение немецкой почты (Deutsche Bundespost), автобус модели Magirus-Deutz 150LS12 компании «Магирус-Дойц» (Magirus-Deutz; 2010)

Согласно статистике ВПС, в современной Германии число передвижных отделений и средств сельской доставки почты возросло с почти 11 тысяч единиц в 1980 году до 19 тысяч единиц в 2002 году:
| Годы                                                       | 1980   | 1981   | 1982   | 1983   | 1984   | 1985   | 1986   | 1987   | 1988   | 1989   |
| ---------------------------------------------------------- | ------ | ------ | ------ | ------ | ------ | ------ | ------ | ------ | ------ | ------ |
| Передвижных почтовых отделений и средств сельской доставки | 10 886 | 11 054 | 11 053 | 11 053 | 11 052 | 11 053 | 11 054 | 11 049 | 11 042 | 10 965 |
| Передвижных почтовых отделений и средств сельской доставки | 1990   | 1991   | 1992   | 1993   | 1994   | 1995   | 1996   | 2000   | 2001   | 2002   |
| Передвижных почтовых отделений и средств сельской доставки | 11 195 | 11 991 | 14 041 | 14 907 | 15 168 | 15 005 | 17 004 | 1296   | 19 000 | 19 000 |

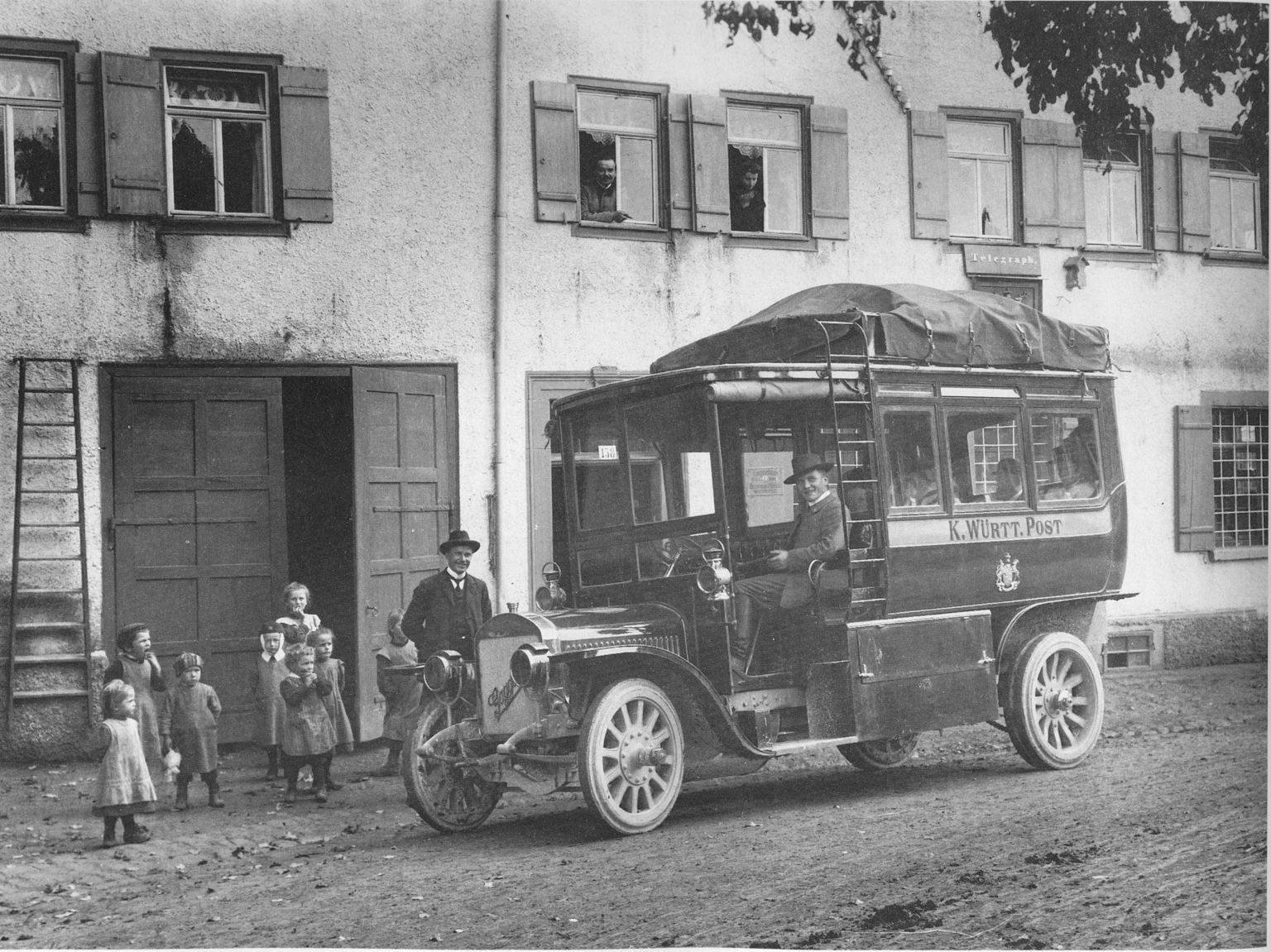
Постбус типа «Крафтпост» в Розенфельде (1909)

С 1905 года отдельным традиционным видом почтового обслуживания в Германии является комбинация пассажирского и почтового транспорта, получившая название «Крафтпост».

### Замбия
Как и во многих других африканских странах, применение ПОС является неотъемлемой частью работы почты в этой стране. В 1974 году на одной из четырёх марок Замбии, эмитированных в ознаменование столетия ВПС, был нарисован жёлтый автомобиль ПОС (Sc #127). В 2000-е годы количество передвижных средств доставки здесь заметно прибавилось:
| Годы                                                       | 1980 | 1984 | 1986 | 1987 | 1989 | 2005 | 2006 | 2007 | 2008 |
| ---------------------------------------------------------- | ---- | ---- | ---- | ---- | ---- | ---- | ---- | ---- | ---- |
| Передвижных почтовых отделений и средств сельской доставки | 3    | 5    | 4    | 6    | 4    | 65   | 58   | 58   | 52   |

### Израиль
Первые передвижные почтовые отделения в Израиле вступили в действие в 1955 году в двух поселениях в Негеве. Это были почтовые грузовики красного цвета, и именно такой присутствует на марке Израиля 1959 года (Sc #151). К 1990 году в этом государстве имелось 53 почтовых маршрута, обслуживавших 1058 населённых пунктов, включая израильские поселения на Западном берегу и в секторе Газа. В целом, начиная с 1980 года количество передвижных отделений и средств сельской доставки почты колебалось от 43 до 55 единиц:

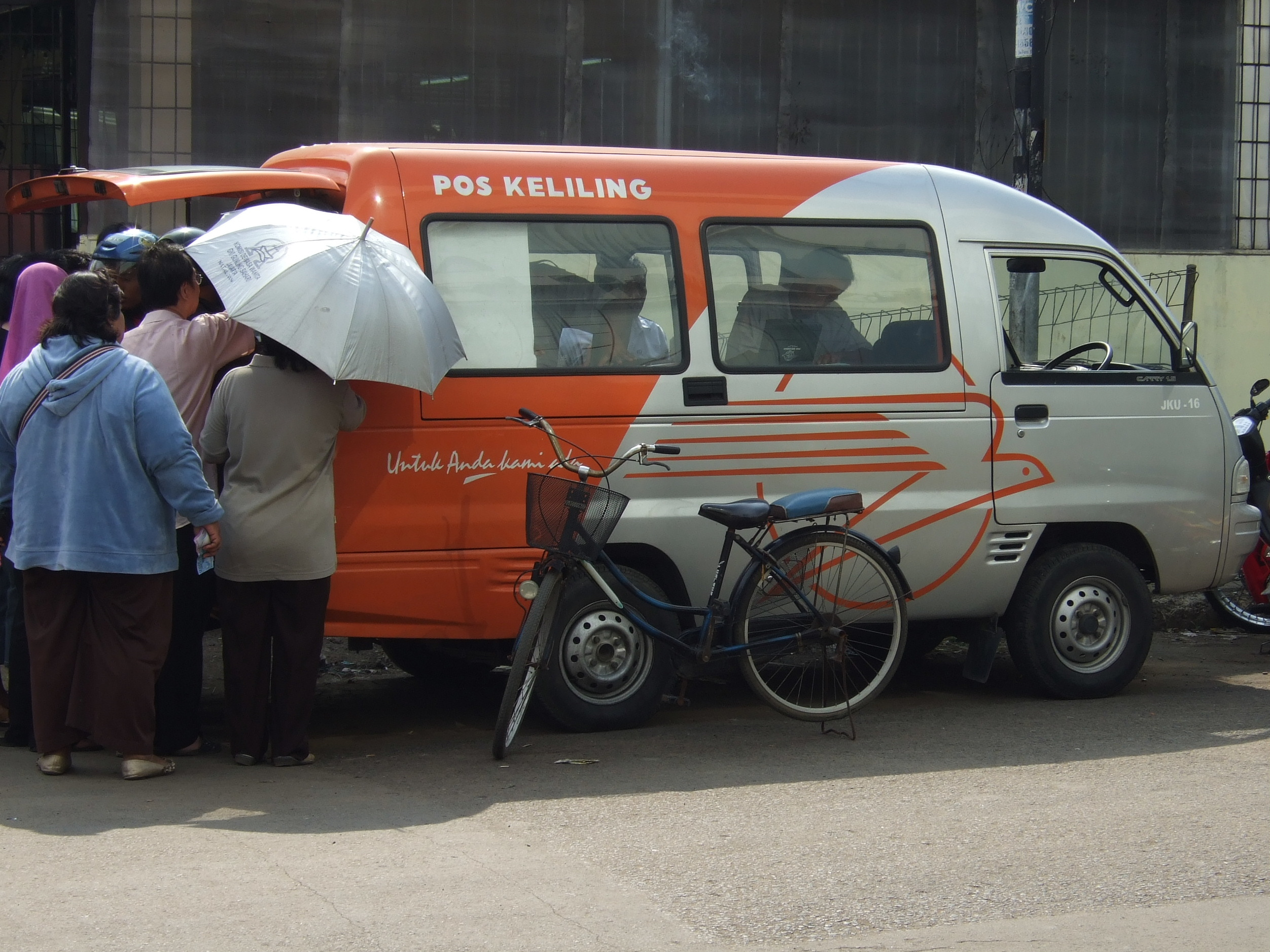
Джакарта. Передвижное почтовое отделение индонезийской почты (Pos Indonesia; 2007)

| Годы                                                       | 1980 | 1981 | 1982 | 1983 | 1984 | 1985 | 1986 | 1987 | 1988 | 1989 | 1990 | 1991 | 1992 | 1993 | 1994 |
| ---------------------------------------------------------- | ---- | ---- | ---- | ---- | ---- | ---- | ---- | ---- | ---- | ---- | ---- | ---- | ---- | ---- | ---- |
| Передвижных почтовых отделений и средств сельской доставки | 43   | 45   | 47   | 49   | 49   | 49   | 50   | 50   | 50   | 54   | 55   | 55   | 50   | 50   | 50   |
| Передвижных почтовых отделений и средств сельской доставки | 1995 | 1996 | 1997 | 1998 | 1999 | 2000 | 2001 | 2002 | 2003 | 2004 | 2005 | 2006 | 2007 | 2008 | 2009 |
| Передвижных почтовых отделений и средств сельской доставки | 48   | 49   | 49   | 49   | 49   | 49   | 49   | 49   | 49   | 49   | 48   | 47   | 49   | 48   | 48   |

### Индонезия
Как указано в базе данных ВПС, в Индонезии задействовано несколько тысяч ПОС (индон. pos keliling) и средств сельской доставки:
| Годы                                                       | 1980 | 1981 | 1982 | 1983 | 1984 | 1985 | 1986 | 1987 | 1988 | 1989 | 1990 | 1991 | 1992 | 1994 |
| ---------------------------------------------------------- | ---- | ---- | ---- | ---- | ---- | ---- | ---- | ---- | ---- | ---- | ---- | ---- | ---- | ---- |
| Передвижных почтовых отделений и средств сельской доставки | 1085 | 1144 | 1584 | 2621 | 2986 | 3634 | 3708 | 4895 | 5287 | 5859 | 3917 | 4588 | 6373 | 5784 |
| Передвижных почтовых отделений и средств сельской доставки | 1995 | 1996 | 1997 | 1998 | 2000 | 2001 | 2003 | 2004 | 2005 | 2006 | 2007 | 2008 | 2009 |      |
| Передвижных почтовых отделений и средств сельской доставки | 6035 | 6458 | 6657 | 6763 | 6572 | 6572 | 3512 | 3512 | 3512 | 3512 | 3512 | 3512 | 2076 |      |

### Италия
В 2009 году произошло землетрясение в Л’Акуиле, вызвавшее огромные разрушения. Для временного почтового обслуживания пострадавшего региона — города Л’Акуилы и его окрестностей — были привлечены 10 автомобильных почтовых отделений. В передвижных отделениях были размещены почтовые банкоматы, позволявшие оказавшимся без крова людям круглосуточно осуществлять денежные операции. Поступавшую почту сортировали в соседней коммуне Ателета и доставляли в штабы гражданской обороны при палаточных городках Л’Акуилы, а также в другие населённые пункты в районе землетрясения.
В общей сложности, в 2009 году в Италии курсировали 35 передвижных отделений и средств сельской доставки. За предыдущие четверть века их число варьировало от 6 до 72 единиц:

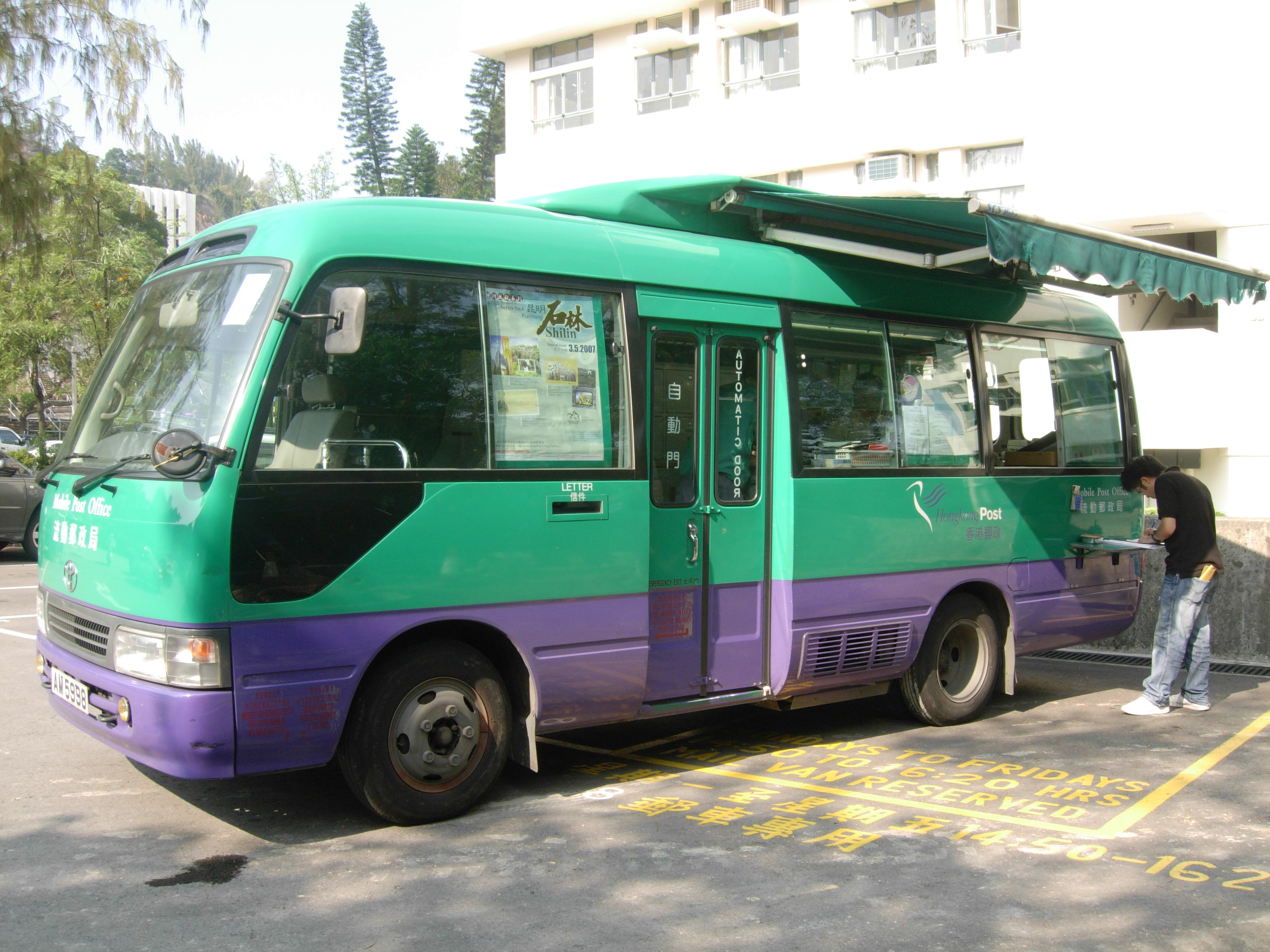
Передвижное почтовое отделение гонконгской почты (Hongkong Post) на территории Китайского университета Гонконга (2007)

| Годы                                                       | 1985 | 1986 | 1987 | 1988 | 1989 | 1990 | 1991 | 1993 | 1994 | 1996 | 1997 |
| ---------------------------------------------------------- | ---- | ---- | ---- | ---- | ---- | ---- | ---- | ---- | ---- | ---- | ---- |
| Передвижных почтовых отделений и средств сельской доставки | 7    | 6    | 7    | 7    | 7    | 7    | 13   | 70   | 70   | 70   | 69   |
| Передвижных почтовых отделений и средств сельской доставки | 1998 | 1999 | 2000 | 2001 | 2002 | 2005 | 2006 | 2007 | 2008 | 2009 |      |
| Передвижных почтовых отделений и средств сельской доставки | 64   | 67   | 72   | 72   | 64   | 14   | 31   | 34   | 41   | 35   |      |

### Китай
Согласно информации в базе данных ВПС, в Китайской Народной Республике эксплуатировались 47 481 единица ПОС и средств сельской доставки в 1993 году и 45 448 единиц в 1994 году. Кроме того, известно, что в период с 1980 по 2008 год в Гонконге курсировали два передвижных отделения (три — с 1982 по 2002 год), а в Макао — одно такое отделение (1989—1993).

### Пакистан
Землетрясение в Кашмире в 2005 году вызвало массивные разрушения, и для восстановления почтового сообщения в Пакистане была запущена программа незамедлительной помощи пострадавшим районам. По совету ВПС, приоритетным направлением почтовой администрации государства стало создание передвижных почтовых отделений с использованием грузовиков, которые оказывали почтовые услуги в зоне землетрясения. При этом ВПС направил средства на закупку одного почтового грузовика и его переоборудование под передвижное отделение. В 2007 и 2009 годах сообщалось, что в стране продолжало функционировать одно передвижное отделение.
В результате сильнейших наводнений в 2010 году этой стране был снова нанесён огромный ущерб. По сообщениям пакистанской почты, свыше 1300 почтовых отделений были повреждены или полностью разрушены. ВПС выделил 100 тысяч швейцарских франков на приобретение грузовиков для организации передвижных почтовых отделений, а также почтовых фургонов для доставки почты. Передвижные отделения были устроены в наиболее пострадавших от наводнения районах и были призваны оказывать срочную помощь жертвам стихийного бедствия.

### СССР

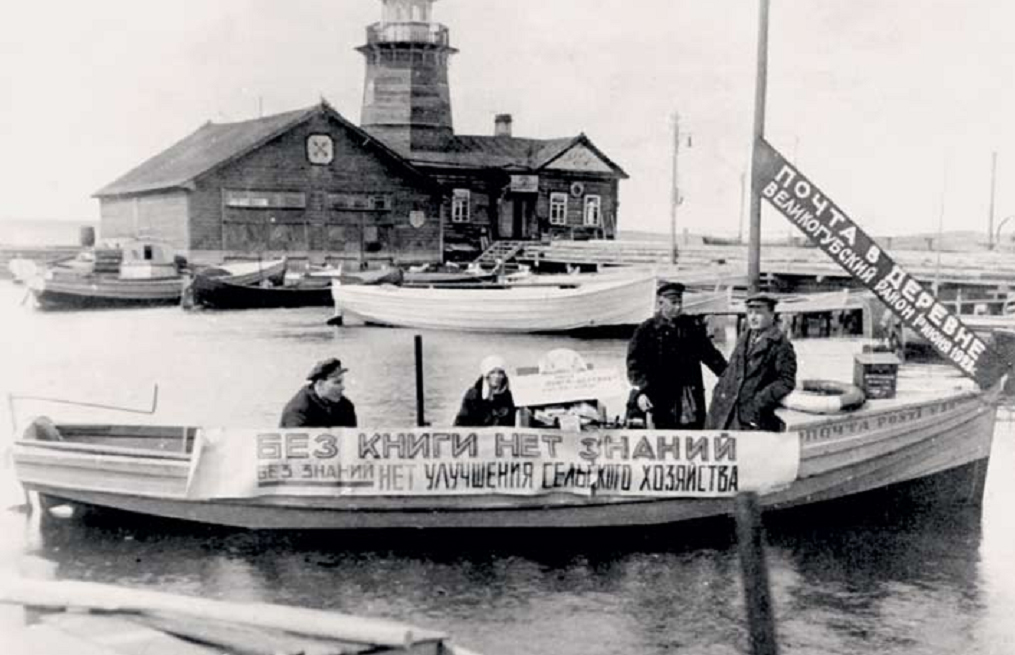
Первая в советской Карелии моторная почтовая лодка, обслуживавшая 4445 жителей из 50 сёл (Петрозаводск, 1928)

В советское время передвижные почтовые отделения регламентировались государственным стандартом (ГОСТ 16408—80). Они были призваны обеспечивать почтовое обслуживание в сельской местности, где отсутствовали стационарные предприятия связи. С этой целью использовались оборудованные автомобили повышенной проходимости, которые выполняли рейсы между населёнными пунктами в соответствии с расписанием.
Ранняя передвижная почта, известная как кольцевая, была организована Народным комиссариатом почт и телеграфов СССР в 1924 году на сельских внутриуездных трактах для сёл и деревень, не имевших постоянных почтовых учреждений. Курсирование этой почты производилось по определённому графику, и по пути следования её работники принимали и выдавали почтовые отправления. Для нужд кольцевой почты употреблялись почтовые штемпеля с указанием узловых точек маршрутов. По состоянию на 1 января 1925 года, остановки кольцевой почты имелись в 21 288 населённых пунктах, и к ним было приписано ещё 26 243 близлежащих села и деревни. Кольцевая почта прекратила функционировать к началу первой пятилетки (1928—1932), когда бо́льшая часть сельских населённых пунктов (около 81 % сельского населения) была охвачена сетью стационарных почтовых отделений.
Перевозка почты автомобилями снова стала распространённой в послевоенные годы, когда были учреждены ПОС для сельских населённых пунктов без почтовых отделений. Эта практика была продолжена и в более поздние годы, и на 1 января 1976 года в СССР функционировало более 600 таких отделений. Специально оборудованные автомашины разъезжали по установленному кольцевому маршруту согласно определённому расписанию. Им было предписано в местах остановки принимать и выдавать почтовые отправления, посылки, телеграммы, продавать знаки почтовой оплаты, газеты и журналы.
При проведении XXII летних Олимпийских Игр в Москве в 1980 году использовались специально оборудованные автобусы, выполнявшие функции ПОС. Для приёма и обработки почтовых отправлений в этих отделениях применялись особые календарные штемпеля и штампы ярлыков, содержавших аббревиатуру «ПОС».
В последние годы существования Советского Союза число передвижных отделений, с учётом транспортных средств сельской доставки, превышало 150 тысяч единиц:
| Годы                                                       | 1987    | 1988    | 1989    | 1990    |
| ---------------------------------------------------------- | ------- | ------- | ------- | ------- |
| Передвижных почтовых отделений и средств сельской доставки | 153 082 | 153 614 | 153 614 | 168 499 |

### Россия
После распада Советского Союза Россия остаётся государством с самым большим в мире парком передвижных отделений и средств сельской доставки:
| Годы                                                       | 1991   | 1992   | 1993   | 1994   | 1995   | 1996   | 1997   | 1998    | 1999   | 2000   |
| ---------------------------------------------------------- | ------ | ------ | ------ | ------ | ------ | ------ | ------ | ------- | ------ | ------ |
| Передвижных почтовых отделений и средств сельской доставки | 89 129 | 86 574 | 84 979 | 80 446 | 80 971 | 79 558 | 78 703 | 74 807  | 74 795 | 77 136 |
| Передвижных почтовых отделений и средств сельской доставки | 2001   | 2002   | 2003   | 2004   | 2005   | 2006   | 2007   | 2008    | 2009   |        |
| Передвижных почтовых отделений и средств сельской доставки | 348    | 345    | 408    | 311    | 75 753 | 77 405 | 79 764 | 109 867 | 78 245 |        |

После войны в Грузии в августе 2008 года на территории Южной Осетии были организованы два передвижных почтовых отделения ФГУП «Почта России». При содействии почтовой службы Северной Осетии эти мобильные отделения вели бесплатный приём почтовых отправлений и бесплатно распространяли школьные принадлежности и газеты.

### США
В Соединённых Штатах, наряду с широко распространённым эксплуатированием почтовых вагонов (англ. Railway Post Office), в качестве передвижных почтовых отделений также использовали другие транспортные средства. Железнодорожная почтовая служба (англ. Railway Mail Service) в составе Почтового департамента США (англ. United States Post Office Department) располагала для этого почтовыми лодками (англ. Boat Railway Post Office) и трамваями (англ. Streetcar Railway Post Office). Трамвайные почтовые отделения существовали в нескольких крупных городах на протяжении около 30 лет и были ликвидированы в 1920-е годы. Почтовые лодки были введены на внутренних водных путях ещё раньше — начиная с 1857 года, а затем появились и океанические почтовые маршруты — в Пуэрто-Рико, Зону Панамского канала, а также из Сиэтла в Аляску.

Ранние передвижные почтовые отделения США
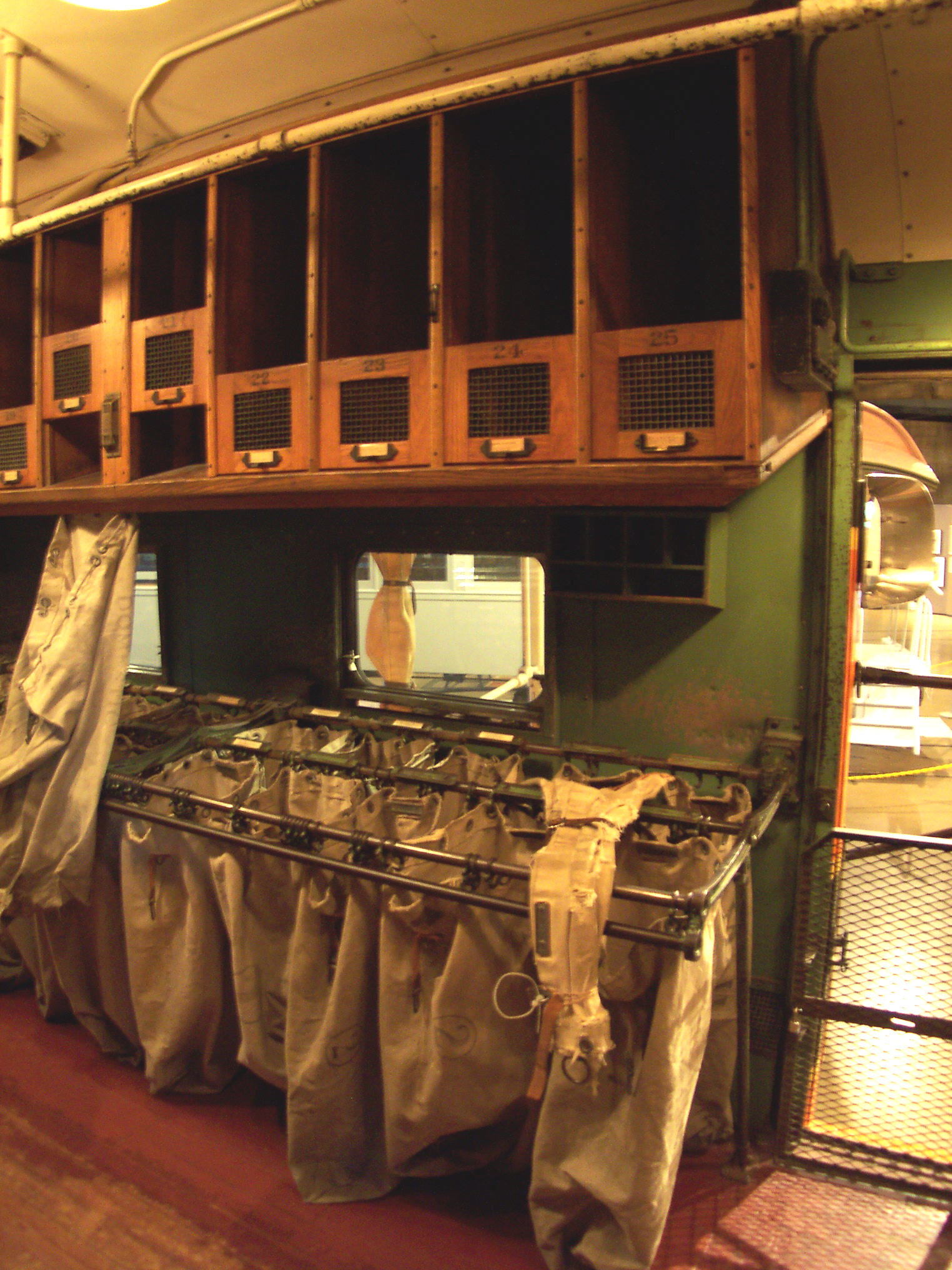
Внутренний вид железнодорожного почтового отделения (почтового вагона — англ. Railway Post Office) на Большой Северной железной дороге (Great Northern Railway (U.S.)). Железнодорожный музей штата Калифорния (California State Railroad Museum)
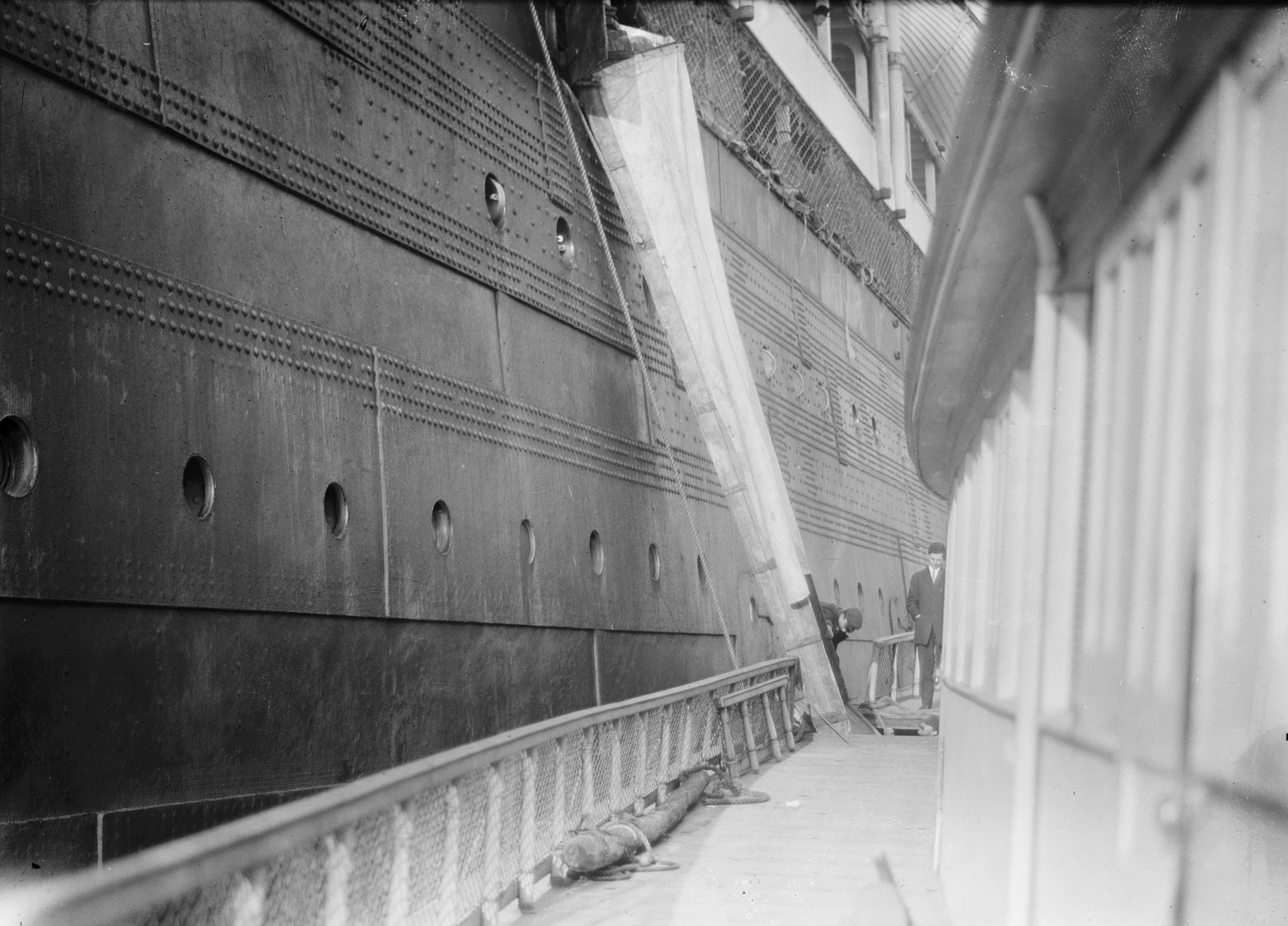
Разгрузка рождественских почтовых отправлений с корабля Королевской почты (Royal Mail Ship) «Лузитания» на почтовую лодку (между 1906 и 1915)

Начиная с 1941 года Почтовая служба США ввела автодорожный вариант почтового вагона для обслуживания районов, не охваченных железными дорогами. Почтовые отделения на базе автомобилей и автобусов (англ. Highway Post Office — HPO) сначала дополняли почтовые вагоны, но в 1950-е и 1960-е годы, с прекращением пассажирского железнодорожного сообщения, автомобильные отделения стали чаще заменять почтовые вагоны. Затем почтовое ведомство стало постепенно отказываться от передвижных почтовых отделений как на железных, так и на шоссейных дорогах. Происходили и ведомственные реорганизации. 1 октября 1948 года была создана Почтово-транспортная служба США (англ. Postal Transportation Service), которая функционировала до 1960 года. После 1960 года руководство железнодорожными почтовыми маршрутами, а также автодорожными (HPO) и авиапочтовыми отделениями (англ. Air Mail Facility), железнодорожными почтамтами (англ. Terminal Railway Post Office) и отделениями перевозок (англ. Transfer Office) были переданы Транспортному бюро (англ. Bureau of Transportation). Последний рейс автодорожного почтового отделения состоялся в 1974 году. Применение передвижных почт на железных дорогах и лодках было прекращено соответственно в 1977 и 1978 годах.
В 1988 году был сделан памятный рейс самого первого автодорожного почтового отделения.
С середины 1990-х годов США значительно увеличили свой парк передвижных отделений и транспортных средств доставки в сельской местности:
| Годы                                                       | 1989   | 1990   | 1991   | 1992   | 1993   | 1994   | 1995   | 1996   | 1997   | 1998   |
| ---------------------------------------------------------- | ------ | ------ | ------ | ------ | ------ | ------ | ------ | ------ | ------ | ------ |
| Передвижных почтовых отделений и средств сельской доставки | 117    | 116    | 132    | 130    | 137    | 45 184 | 45 184 | 57 823 | 50 176 | 62 541 |
| Передвижных почтовых отделений и средств сельской доставки | 1999   | 2000   | 2001   | 2002   | 2003   | 2004   | 2005   | 2006   | 2007   |        |
| Передвижных почтовых отделений и средств сельской доставки | 64 818 | 57 336 | 59 990 | 60 987 | 61 611 | 62 762 | 71 000 | 71 000 | 67 584 |        |

### Украина
В 2002 году государственное предприятие «Укрпочта» располагало 147 передвижными почтовыми отделениями и имело в своём подчинении дирекцию «Автотранспортпочта». Вместе со средствами передвижения в сельской местности почтовую сеть Украины обслуживают около 30 тысяч единиц транспортных средств:
| Годы                                                       | 1996   | 1997   | 1998   | 1999   | 2000   | 2001   | 2002   |
| ---------------------------------------------------------- | ------ | ------ | ------ | ------ | ------ | ------ | ------ |
| Передвижных почтовых отделений и средств сельской доставки | 34 045 | 23 790 | 22 242 | 20 301 | 20 292 | 31 178 | 32 410 |
| Передвижных почтовых отделений и средств сельской доставки | 2003   | 2004   | 2005   | 2006   | 2007   | 2008   | 2009   |
| Передвижных почтовых отделений и средств сельской доставки | 32 431 | 31 010 | 31 119 | 30 850 | 29 635 | 28 351 | 27 781 |

### Швейцария
Швейцарская почта предоставляет услуги передвижных почтовых отделений под брендом «PostMobil». Они осуществляют почтовое обслуживание несколько районов по фиксированному графику. В 2000-е годы число таких отделений, с учётом транспортных средств сельской доставки, возросло в Швейцарии с 387 единиц в 2001 году до 1159 единиц в 2009 году:
| Годы                                                       | 2001 | 2002 | 2003 | 2004 | 2005 | 2006 | 2007 | 2008 | 2009 |
| ---------------------------------------------------------- | ---- | ---- | ---- | ---- | ---- | ---- | ---- | ---- | ---- |
| Передвижных почтовых отделений и средств сельской доставки | 387  | 603  | 620  | 945  | 975  | 1030 | 1050 | 1102 | 1159 |

Более традиционной и распространённой в стране является другая форма обслуживания — под названием «постауто», созданная на базе почтовых автобусов. Она зародилась фактически ещё в 1849 году как конная почтовая сеть, с 1906 года была моторизована и перевозила почтовые грузы и пассажиров. В настоящее время компания PostBus Switzerland Ltd, будучи дочерней по отношению к Швейцарское почте, является предприятием исключительно пассажирского транспорта.

## Коллекционирование

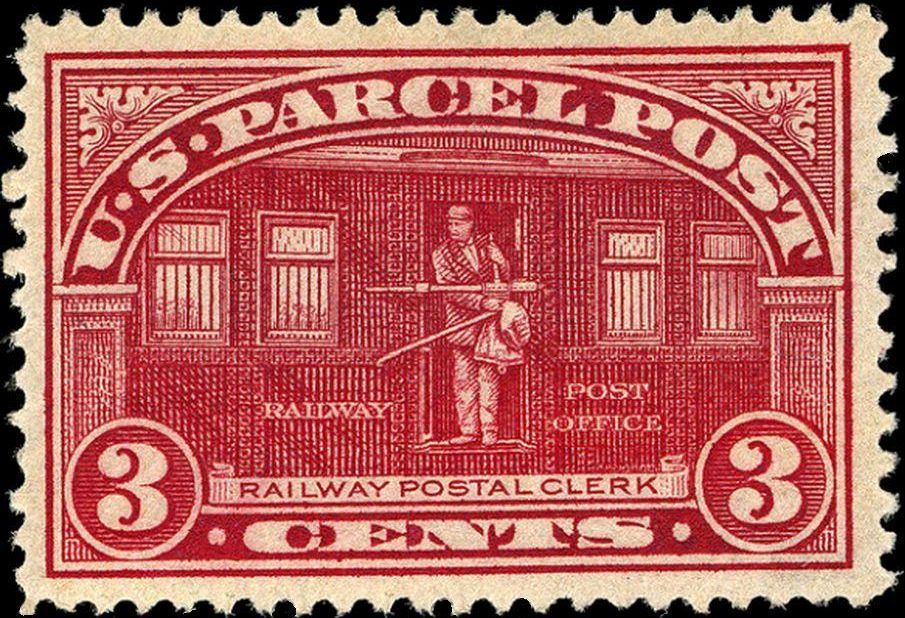
Посылочная марка США (1913): служащий почтового вагона(Sc #Q3)

Собиратели коллекционных материалов, связанных с передвижными почтовыми отделениями, объединены в Общество передвижных почтовых отделений (Mobile Post Office Society). Оно было создано в США в 1950 году и выпускает журнал «Transit Postmark Collector» («Собиратель транзитных почтовых штемпелей»). Первоначально это была группа филателистов, заинтересованных в изучении американских автодорожных почтовых отделений (HPO), соответствующих почтовых штемпелей и всего, что с этим связано, но затем в поле их зрения также попали почтовые вагоны как передвижные отделения, действующие на железной дороге. Обществом также издаются и распространяются каталоги и другие филателистические публикации.
Работе и услугам передвижных почтовых отделений посвящены почтовые марки ряда стран мира. Например, в 1913 году выходила посылочная марка США с изображением почтового вагона и обслуживающего его работника (Sc #Q3). Передвижные почтовые отделения в виде автомобилей, а также почтовые автобусы представлены на указанных выше марках Замбии  (Sc #127), Израиля (Sc #151), Австрии (Sc #735, 736) и Венгрии (Sc #1518).